# I Pledge Allegiance to the Grind
I Pledge Allegiance to the Grind è il secondo album del rapper statunitense Killer Mike, pubblicato nel 2006 dalla Sony.

## Descrizione
| Recensione | Giudizio |
| ---------- | -------- |
| AllMusic   | positivo |
| XXL        | [ 2 ]    |
| RapReviews | [ 3 ]    |

Cresciuto tra Atlanta e la propria «conoscenza del canone East-West Coast», con questo disco il rapper resta in ombra rispetto ai colleghi del south che riscuotono maggiore successo.

## Tracce
Disco 1
1. The Pledge (Intro) – 2:08 – Smiff & Cash
2. Comin' Home Atlanta – 4:13 – Smiff & Cash
3. The Juggernaut – 4:37 – Smiff & Cash
4. Fuck You Pay Me – 5:49 – Chaotic Beats
5. The Next Bitch – 4:43 – Smiff & Cash
6. H.N.I.C. (featuring Rock D the Legend, SL Jones & Gangsta Pill) – 5:08 – Smiff & Cash
7. One More Gram (featuring Chemiere) – 3:41 – Smiff & Cash
8. I'ma Shine (featuring SL Jones & da Bill Collector) – 5:39 – Chaotic Beats
9. Hot 107.9 Interview – 3:52 – Smiff & Cash
10. Promise I Will Not Lose – 5:01 – Smiff & Cash
11. Gat Totin' (featuring SL Jones & Narrio) – 5:09 – Chaotic Beats
12. G.T.R.G. (featuring Grind Time Rap Gang) – 5:29 – Drum Majors

Disco 2
1. That's Life – 5:34 – Smiff & Cash
2. Deuces Wild – 3:31 – Smiff & Cash
3. What da Bizness Is (featuring Bigg Slimm, da Bill Collector & Gangsta Pill) – 4:33 – Chaotic Beats
4. Sags N' Flags (featuring SL Jones) – 4:52 – Chaotic Beats
5. I.C. Yah (featuring da Bill Collector) – 5:12 – Chaotic Beats
6. Shoot 'Em Up (featuring Narrio) – 4:47 – Smiff & Cash
7. Killers – 2:43 – B-Don
8. Paystyle (featuring Grind Time Rap Gang) – 2:56 – Smiff & Cash
9. Gorilla Pimpin' (featuring 8Ball and MJG) – 4:27 – Mellow
10. You Don't Want This Life – 5:11 – Smiff & Cash
11. The Pledge (Outro) – 4:12 – Smiff & Cash

Traccia bonus
1. Kryptonite (Remix) (featuring Big Boi) – 5:35 – Beat Bullies